# Brittiska imperiespelen 1950
Brittiska imperiespelen 1950 (engelska: 1950 British Empire Games) var de fjärde spelen i ordningen och gick av stapeln i Auckland i Nya Zeeland mellan den 4 och 11 februari 1950. Det var första gången som spelen hölls i Nya Zeeland. De fjärde imperiespelen skulle ha ägt rum i Montréal i Kanada 1942 men ställdes in till följd av andra världskriget. Spelen var de sista som enbart gick under namnet imperiespel, till nästa spel var de namnändrade till imperie- och samväldesspel.

## Deltagande länder

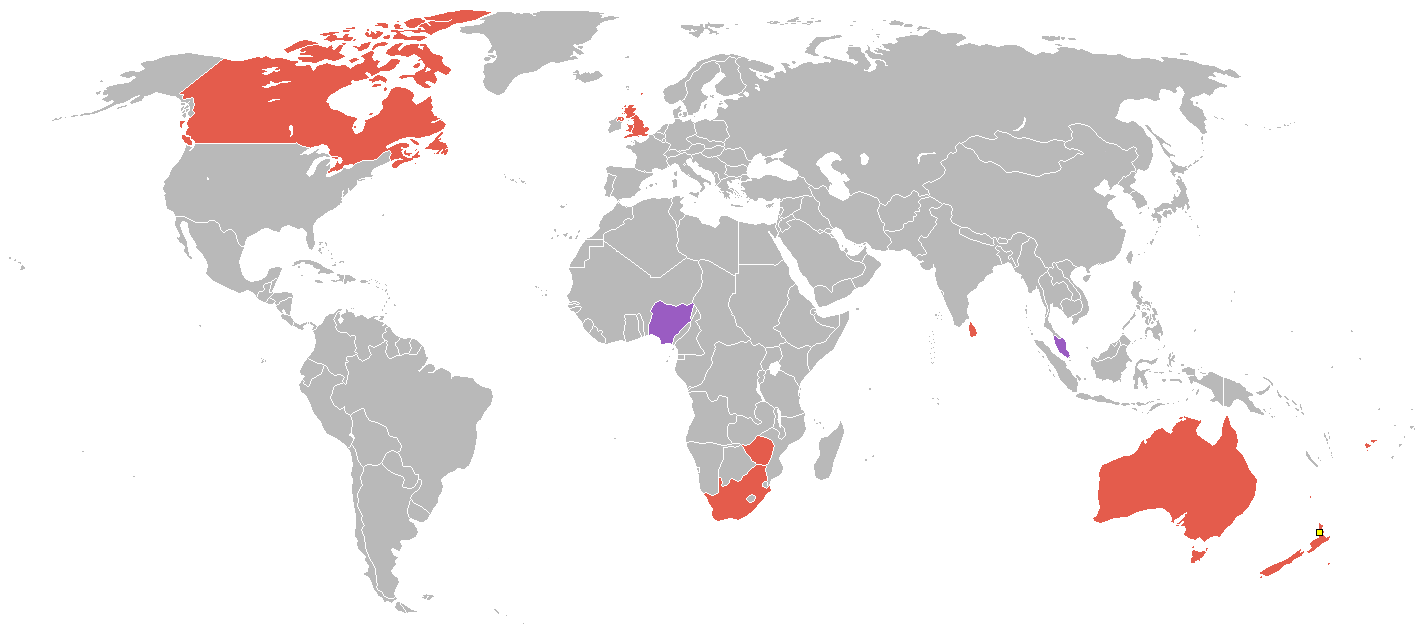
Deltagande länder, debutanter i lila.

Endast tolv länder deltog vid imperiespelen, vilket är det lägsta antalet undantaget de första spelen 1930. Malajiska federationen och Nigeria gjorde sina första imperiespel. Från spelen 1938, de sista innan andra världskriget, saknades Bermuda, Brittiska Guyana, Brittiska Indien, Nordirland samt Trinidad och Tobago. Samtliga dessa länder återkom dock till senare spel (före detta Brittiska Indien i form av Indien, Pakistan och senare Bangladesh).
- Australien
- Ceylon
- England
- Fiji
- Kanada
- Malajiska federationen
- Nigeria
- Nya Zeeland
- Skottland
- Sydafrika
- Sydrhodesia
- Wales

## Medaljliga
| Nr | Nation                 | Guld | Silver | Brons | Totalt |
| -- | ---------------------- | ---- | ------ | ----- | ------ |
| 1  | Australien             | 34   | 27     | 19    | 80     |
| 2  | England                | 19   | 16     | 13    | 48     |
| 3  | Australien             | 10   | 22     | 21    | 53     |
| 4  | Nya Zeeland            | 8    | 9      | 13    | 30     |
| 5  | Sydafrika              | 8    | 4      | 8     | 20     |
| 6  | Skottland              | 5    | 3      | 2     | 10     |
| 7  | Malajiska federationen | 2    | 1      | 1     | 4      |
| 8  | Fiji                   | 1    | 2      | 2     | 5      |
| 9  | Ceylon                 | 1    | 2      | 1     | 4      |
| 10 | Nigeria                | 0    | 1      | 0     | 1      |
| 10 | Sydrhodesia            | 0    | 1      | 0     | 1      |
| 10 | Wales                  | 0    | 1      | 0     | 1      |

### Fotnoter
1. ↑  ”1950 British Empire Games” (på engelska). Samväldesspelsfederationen. Arkiverad från originalet den 10 december 2017. https://web.archive.org/web/20171210231954/https://www.thecgf.com/games/intro.asp?yr=1950. Läst 10 december 2017.